# Helonias
Genre
Classification APG III (2009)
Helonias est un genre de plantes de la famille des mélanthiacées.

## Liste d'espèces
Selon ITIS (6 août 2015) et NCBI (6 août 2015):
- Helonias bullata L.